# Acsa

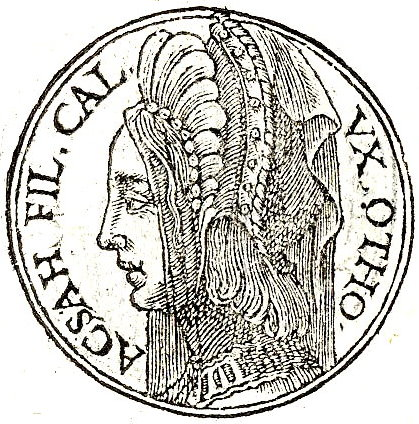
Acsa no Promptuarii Iconum Insigniorum, de Guillaume Rouillé, 1553.

Acsa era filha de Calebe, dada a casamento a Otniel, seu primo, em recompensa por ter destruído e tomado para Israel a cidade de Quiriate-Sefer. Seu marido viria a ser o primeiro juiz de Israel depois da morte de Josué.
O seu pai deu-lhe terras secas como presente de casamento, ao que Acsa persuadiu a seu pai, para lhe dar terrenos com fontes de água e o pedido foi aceito, recebeu terrenos com fontes superiores e inferiores.

## Etimologia
עכסה `Akcah procedente de 05914 ; n pr f Acsa = "corrente de tornozelo" ou "tornozeleira" 1) a filha de Calebe e esposa do sobrinho de Calebe, Otoniel, a quem ela foi dada como recompensa pela captura de Debir.